# Ginatilan
Ginatilan é um município de  quinta classe de renda municipal (d) na província Cebu, nas Filipinas. De acordo com o censo de 1 de maio  de  2020 possui uma população de 16 906 pessoas e 3 974 domicílios.